# Чисте кохання
«Чисте кохання» (ісп. Destilando amor) — мексиканський телесеріал 2007 року у жанрі драми, мелодрами, який створила компанія Televisa. В головних ролях — Анхеліка Рівера, Едуардо Яньєс, Серхіо Сендель, Шанталь Андере, Ана Мартін, Марта Хулія. Перша серія вийшла в ефір 22 січня 2007 року. Серіал має 1 сезон. Завершився 170-м епізодом, який вийшов у ефір 16 вересня 2007 року. Продюсер серіалу — Нікандро Діас Гонсалес. Серіал є адаптацією колумбійського серіалу «Кава з ароматом жінки», 1994 року.

## Сюжет
Ця історія розгортається у гарному містечку Халіско. Тереса Ернандес, яку всі звуть Гавіота, мандрує країною разом із мамою Кларою. Щороку вони приїжджають на плантацію Монталвенья, щоб заробити грошей. Ця плантація — власність Дона Амадора, глави сім'ї Монталво, сім'ї, що займалася виробництвом текіли.

## Актори та ролі
| Актор                   | Роль                                                                      |
| ----------------------- | ------------------------------------------------------------------------- |
| Анхеліка Рівера         | Тереза Ернандес Гарсія «Гавіота» / Маріана Франко Вільярреал де Монтальво |
| Едуардо Яньєс           | Родріго Монтальво Сантос                                                  |
| Серхіо Сендель          | Аарон Монтальво Ітурбе                                                    |
| Шанталь Андере          | Мінерва Олмос де Монтальво                                                |
| Ана Мартін              | Клара Ернандес Гарсія                                                     |
| Марта Хулія             | Ісадора Дуарте Толедо де Монтальво                                        |
| Алехандро Томмазі       | Бруно Монтальво Гіл                                                       |
| Ана Патрісія Рохо       | Софія Монтальво Сантос                                                    |
| Рене Стріклер           | Алонсо Сантовенья                                                         |
| Педро Армендаріс мол.   | Ірвінг Томас                                                              |
| Патрісія Мантерола      | Еріка Робледо                                                             |
| Жоана Бенедек           | Памела Торребланка                                                        |
| Хуліо Алеман            | Роберто Авельянеда                                                        |
| Марта Рот               | Пілар Гіл Монтальво                                                       |
| Хосе Луїс Ресендес      | Іларіо Кіхано                                                             |
| Олівія Басіо            | Федра Ітурбе де Монтальво                                                 |
| Густаво Рохо            | Нестор Відегарай                                                          |
| Хайме Гарса             | Роман Кіхано                                                              |
| Альма Мур'єль           | міністр                                                                   |
| Норма Ласарено          | Нурія Толедо де Дуарте                                                    |
| Роберто Вандер          | Рікардо Дуарте                                                            |
| Рауль Паділья           | Кріспін Кастаньо                                                          |
| Марія Прадо             | Жозефіна «Хосе» Чавес                                                     |
| Фернанда Кастільо       | Даніела Монтальво Сантос                                                  |
| Хуліо Камехо            | Франсіско де ла Вега Чаверо / Чавес                                       |
| Жан                     | Патрісіо Ітурбе Солорцано                                                 |
| Хуан Пелаес             | міністр                                                                   |
| Луїс Урібе              | Лоренцо Оньяте                                                            |
| Хуан Вердуско           | Отець Косме                                                               |
| Мануель Ландета         | Розенберг                                                                 |
| Марко Уріель            | Олаварія                                                                  |
| Рікардо Вера            | Сото                                                                      |
| Тео Тапія               | Гаспар Торребланка                                                        |
| Карлос Де ла Мота       | Джеймс О'Брайен                                                           |
| Бібелот Мансур          | Акация                                                                    |
| Маріана Ріос            | Санхуана Ескахаділло де Кіхано                                            |
| Адріана Лаффан          | Офелія де Кіхано                                                          |
| Юліана Пеніче           | Маргарита                                                                 |
| Рубен Моралес           | Кінтана                                                                   |
| Алісія Енсінас          | Барбара де Торребланка                                                    |
| Мігель Гальван          | Кармело                                                                   |
| Адальберто Парра        | Мелітон                                                                   |
| Хульєта Брачо           | Ельвіра                                                                   |
| Келчі Арізменді         | Едувіна                                                                   |
| Педро Вебер «Чатануга»  | Отон Аргуейо                                                              |
| Луїс Кутюр'є            | Артеміо Трехо                                                             |
| Вірхінія Гутьєррес      | Альтаграсія Де Трехо                                                      |
| Росангела Бальбо        | Жозефіна                                                                  |
| Тоньо Інфанте           | Геласіо Барралес                                                          |
| Жаклін Вольтер          | Фелісіті                                                                  |
| Рікардо Сілва           | Роланд                                                                    |
| Ребека Манкіта          | Колетт                                                                    |
| Хуан Карлос Касасола    | Грахалес                                                                  |
| Рікардо Клейнбаум       | Лопес                                                                     |
| Алехандро Арагон        | Максиміно Вальєхо                                                         |
| Розіта Бушо             | Флавія                                                                    |
| Давид Остроскі          | Едуардо Сальдівар                                                         |
| Гуґо Масіас Макотела    | Арнульфо                                                                  |
| Хорхе Ортіс де Пінедо   | Ренато                                                                    |
| Артуро Кармона          | Альфредо Лойола                                                           |
| Рафаель дель Вільяр     | Еухеніо Феррейра                                                          |
| Малільяні Марін         | Альбертина                                                                |
| Лаура Флорес            | Прісцила Юренте                                                           |
| Луїс Маріо Кірос        | Пауліно Техейрос                                                          |
| Ребека Манрікес         | Агрипина                                                                  |
| Мілтон Кортес           | Кубинський партнер Аарона                                                 |
| Феліпе Нахера           | Карлос                                                                    |
| Луїс де Альба           | Нестор                                                                    |
| Сараї Меса              | Гавіота (молода)                                                          |
| Хорхе Варгас            | Феліпе Монтальво Гіл                                                      |
| Ірма Лосано             | Констанца Сантос де Монтальво                                             |
| Мануель «Флако» Ібаньєс | себе                                                                      |
| Рафаель Інклан          | Кордейро                                                                  |
| Сесар Боно              | себе                                                                      |
| Хоакін Кордеро          | Дон Амадор Монтальво                                                      |

## Сезони
| Сезон | Епізоди | Епізоди | Оригінальний показ | Оригінальний показ | Оригінальний показ |
| Сезон | Епізоди | Епізоди | Перший показ       | Останній показ     | Мережа             |
| ----- | ------- | ------- | ------------------ | ------------------ | ------------------ |
| 1     | 170     | 170     | 22 січня 2007      | 16 вересня 2007    | Las Estrellas      |

## Аудиторія
| Країна трансляції | Сезон | Розклад       | Серії | Перший ефір     | Перший ефір | Останній ефір   | Останній ефір | Середній бал |
| Країна трансляції | Сезон | Розклад       | Серії | Дата            | Дата        | Дата            | Дата          | Середній бал |
| ----------------- | ----- | ------------- | ----- | --------------- | ----------- | --------------- | ------------- | ------------ |
| Мексика           | 1     | 21:15 — 22:15 | 170   | 22 січня 2007   | 27          | 16 вересня 2007 | 42            | 30,51        |
| Бразилія          | 1     | 18:00 — 19:00 | 19    | 26 березня 2007 | 3           | 19 квітня 2007  | 1             | 2,47         |
| США               | 1     | 21:00 — 22:00 | 171   | 26 березня 2007 | 21,5        | 3 грудня 2007   | 33,9          | 23,1         |

## Версії
| Рік  | Країна   | Українська назва      | Оригінальна назва       | Кількість | Кількість | В головних ролях                               | Компанія                  | Канал      |
| Рік  | Країна   | Українська назва      | Оригінальна назва       | сезонів   | серій     | В головних ролях                               | Компанія                  | Канал      |
| ---- | -------- | --------------------- | ----------------------- | --------- | --------- | ---------------------------------------------- | ------------------------- | ---------- |
| 1994 | Колумбія | Кава з ароматом жінки | Café con aroma de mujer | 1         | 159       | Маргарита Роза Де Франсіско, Гай Екер,         | RCN Televisión            | Canal A    |
| 2001 | Мексика  | Жінка з ароматом кави | Cuando seas mía         | 1         | 238       | Сільвія Наварро, Серхіо Басаньєс               | TV Azteca                 | Azteca Uno |
| 2021 | Колумбія | Кава з ароматом жінки | Café con aroma de mujer | 1         | 92        | Вільям Леві, Лаура Лондоньо, Кармен Вільялобос | RCN Televisión, Telemundo | Canal RCN  |

## Нагороди та номінації
| Рік                         | Премія                                | Категорія                                       | Номінант                                                              | Результат |
| --------------------------- | ------------------------------------- | ----------------------------------------------- | --------------------------------------------------------------------- | --------- |
| 2008                        | Premios TVyNovelas 2008               | Найкращий серіал                                | Нікандро Діас Гонсалес                                                | Перемога  |
| 2008                        | Premios TVyNovelas 2008               | Найкраща акторка                                | Анхеліка Рівера                                                       | Перемога  |
| 2008                        | Premios TVyNovelas 2008               | Найкращий актор                                 | Едуардо Яньєс                                                         | Перемога  |
| 2008                        | Premios TVyNovelas 2008               | Найкраща акторка — злодійка                     | Шанталь Андере                                                        | Перемога  |
| 2008                        | Premios TVyNovelas 2008               | Найкращий актор — злодій                        | Серхіо Сендель                                                        | Перемога  |
| 2008                        | Premios TVyNovelas 2008               | Найкраща акторка-партнерка                      | Марта Хулія                                                           | Номінація |
| 2008                        | Premios TVyNovelas 2008               | Найкращий актор-партнер                         | Алехандро Томмазі                                                     | Перемога  |
| 2008                        | Premios TVyNovelas 2008               | Найкращий перший актор                          | Хуліо Алеман                                                          | Номінація |
| 2008                        | Premios TVyNovelas 2008               | Найкраща перша акторка                          | Ана Мартін                                                            | Перемога  |
| 2008                        | Premios TVyNovelas 2008               | Найкраща історія або екранізація                | Фернандо Гайтан, Кері Фахер, Герардо Луна                             | Перемога  |
| 2008                        | Premios TVyNovelas 2008               | Кращий режисер                                  | Мігель Корсега, Віктор Родрігес, Рікардо Де ла Парра, Ернесто Арреола | Перемога  |
| 2008                        | Premios Oye! 2008                     | Популярна пісня року                            | Пепе Агілар «Por Amarte»                                              | Перемога  |
| 2008                        | Premios Oye! 2008                     | Популярне відкриття року                        | Анхеліка Рівера                                                       | Перемога  |
| 2008                        | Premios Fama 2007—2008                | Найкращий актор — злодій                        | Серхіо Сендель                                                        | Перемога  |
| 2008                        | Premios Fama 2007—2008                | Особлива почесна відзнака                       | Карлос Де ла Мота                                                     | Перемога  |
| 2008                        | Premios Fama 2007—2008                | Найкраща акторка другого плану                  | Ана Патрісія Рохо                                                     | Перемога  |
| 2008                        | TV Adicto Golden Awards               | Найкраща пісня                                  | Пепе Агілар                                                           | Перемога  |
| 2008                        | TV Adicto Golden Awards               | Найкраща перша акторка                          | Ана Мартін                                                            | Перемога  |
| 2008                        | TV Adicto Golden Awards               | Найкраща акторка                                | Анхеліка Рівера                                                       | Перемога  |
| 2008                        | TV Adicto Golden Awards               | Найкраща пара                                   | Анхеліка Рівера, Едуардо Яньєс                                        | Перемога  |
| 2008                        | TV Adicto Golden Awards               | Найкращий сценарій                              | Кері Фахер, Герардо Луна                                              | Перемога  |
| 2008                        | TV Adicto Golden Awards               | Найкращий дизайн персонажа                      | Кері Фахер, Герардо Луна                                              | Перемога  |
| 2008                        | TV Adicto Golden Awards               | Найкращі локації                                | Нікандро Діас Гонсалес                                                | Перемога  |
| 2008                        | TV Adicto Golden Awards               | Найкращий серіал                                | Нікандро Діас Гонсалес                                                | Перемога  |
| 2008                        | TV Adicto Golden Awards               | Спеціальна нагорода за найкращу теленовелу року | Нікандро Діас Гонсалес                                                | Перемога  |
| 2008                        | Premios Palmas de Oro (Latinoamérica) | Найкраще відкриття року                         | Карлос Де ла Мота                                                     | Перемога  |
| 2008                        | Premios ACE 2008                      | Найкращий серіал                                | Нікандро Діас Гонсалес                                                | Перемога  |
| 2008                        | Premios ACE 2008                      | Найкращий актор                                 | Едуардо Яньєс                                                         | Перемога  |
| 2008                        | Premios ACE 2008                      | Найкраще жіноче співвиконання                   | Ана Патрісія Рохо                                                     | Перемога  |
| 2008                        | Premios ACE 2008                      | Кращий режисер                                  | Мігель Корсега                                                        | Перемога  |
|                             | Premios Bravo 2008                    | Найкращий серіал                                | Нікандро Діас Гонсалес                                                | Перемога  |
| Найкраща акторка            | Premios Bravo 2008                    | Анхеліка Рівера                                 | Перемога                                                              |           |
| Найкращий актор             | Premios Bravo 2008                    | Едуардо Яньєс                                   | Перемога                                                              |           |
| Найкраща акторка — злодійка | Premios Bravo 2008                    | Шанталь Андере                                  | Перемога                                                              |           |
| Найкращий актор — злодій    | Premios Bravo 2008                    | Серхіо Сендель                                  | Перемога                                                              |           |
| Premios Furia Musical 2008  | Популярне відкриття року              | Анхеліка Рівера                                 | Перемога                                                              |           |